# Loyalty
Loyalty es una banda argentina de post hardcore formada en Buenos Aires en el año 2013.

## Historia

### Inicios
Loyalty se formó en febrero del 2013.
A principios del año 2013, Gonza y Seba comenzaron a darle forma a la idea de un proyecto de PostHardcore. Unieron fuerzas y comenzaron con la búsqueda de músicos. Después de coincidir en todas las visiones de una banda, Matias y Luqui completan las voces. Se agrega Diego detrás de las cuatro cuerdas y por último Christian, para terminar de cerrar el proyecto musical.
Después de un año de búsqueda de músicos, composición y grabación sale a la luz su primer material fue el EP "Liberación" que constaba de 4 temas y se editó en diciembre de 2014. En solo dos años y con un solo EP lograron reconocimiento y prestigio dentro del ambiente y es por esta razón que su primer disco es tan esperado.
Según el guitarrista Sebastián Pulido, "Loyalty surgió de un sentimiento y una forma de ser que tenemos. Ese respeto y la fuerza que nos damos entre todos desemboca en la lealtad (esa es la traducción de "loyalty") que también sentimos hacia este proyecto que nos une."

### Ciclos
Ciclos fue su primer trabajo discográfico profesional y su primer LP, cuenta con 10 temas nuevos, fue grabado, mezclado y masterizado por Nicolás Ghiglione (PGM Studios). Suena compacto, equilibrado, hermosamente mezclado, balanceado en  y eso lo vuelve disfrutable y apto hasta para los que no son consumidores de este estilo.
En lo que respecta a Ciclos, habla del cierre, de su primera etapa, que sería el EP, y el comienzo de una nueva, que es este disco, que incluye la incorporación de Lucas (Carrano, cantante) y de Chris (Saavedra, guitarrista). Representa una maduración en el sonido y el potenciamiento de la identidad como banda.

## Estilo musical
El refinamiento del sonido y la búsqueda de la canción en sí, son los puntos cardinales del disco Ciclos, las texturas del djent y el machaque matemático de guitarras quedan en un segundo plano para dar lugar al despliegue de melodías cálidas y poderosas a la vez.
Las voces violentas y desgarradoras de Matías Cisterna se interceptan, chocan y se abrazan con las voces limpias de Luqui Carrano creando una montaña rusa de sensaciones. El trabajo melódico y armónico de las voces es de destacar.
Las letras expresan conflictivas emociones y pensamientos, fruto inevitable de las relaciones humanas. La canción que abre el disco: ‘Odio’ es un himno al resentimiento y la decepción.

## Miembros
Miembros actuales
- Matias Cisterna — Guturales, voces claras (2013-presente)
- Christian Saavedra — Guitarra (2013-presente)
- Sebastian Pulido — Guitarra (2013-presente)
- Diego Scolnik — Bajo (2013-presente)
- Lucas Dramer — Batería (2018-presente)

Antiguos miembros
- Gonzalo Pacheco — Batería (2013-2017)
- Diego Iannuizzi — Batería (2017-2018)
- Lucas Carrano — Voces claras (2013-2019)

## Discografía

### Álbumes
- 2016 - Ciclos

### EP
- 2014 - Liberación

### Videoclips
- 2017 - Desertor
- 2018 - Ciclos (acústico)
- 2019 - Infectando La Calma
- 2020 - El Agricultor